# Peugeot 104
La Peugeot 104 era una piccola vettura prodotta e venduta in molti paesi europei dalla casa automobilistica francese Peugeot dal 1972 al 1983 e fino al 1988 nel solo mercato interno.

## Storia

### Genesi
La genesi della 104 va fatta risalire alla metà degli anni sessanta del Novecento: nel 1965 venne lanciata la Peugeot 204, auto di immediato successo commerciale. Tuttavia, pochissimo tempo dopo il lancio della 204, i vertici della Casa di Sochaux si resero conto che non sarebbe stato possibile limitarsi alla gamma che la Casa automobilistica proponeva in quel periodo. Occorreva ampliarla in maniera decisa ed in varie direzioni, ma senza sperperare fondi in progetti ex novo che avrebbero fatto lievitare i costi in maniera esponenziale, visto e considerato che gran parte degli sforzi economici erano già indirizzati da tempo alla realizzazione della 504. Fu così che mentre venne varato un altro progetto teso alla realizzazione di una vettura appena sopra la 204 (la futura 304), della quale avrebbe mantenuto la maggior parte dei componenti, ci si preoccupò anche della realizzazione di altri due modelli, uno alla base della gamma ed uno al vertice, sopra la 504. In questo caso, non avendo basi meccaniche da sfruttare, occorreva cercare un partner, un'altra Casa con cui sviluppare i nuovi progetti, specialmente per quanto riguardava la futura "piccola" Peugeot, che per forza di cose doveva essere caratterizzata da un prezzo contenuto per poter essere concorrenziale. La Casa di Sochaux trovò il suo collaboratore nientemeno che nella sua più diretta rivale, la Renault. Nel 1966, tra Peugeot e Renault venne stipulato un contratto di collaborazione che sfociò nella fondazione della Société Française de Mecanique (SFM). Gli ultimi anni del decennio furono tesi principalmente alla realizzazione delle due "piccole". Ma vennero imposte delle clausole in modo tale che le due vetture non si cannibalizzassero eccessivamente dal punto di vista commerciale. La futura utilitaria della Renault (che avrebbe debuttato con il nome di Renault 5) non poteva avere più di tre porte, mentre la piccola Peugeot avrebbe dovuto rinunciare, almeno per i primi anni, al portellone posteriore, una soluzione ancora inedita presso le vetture di fascia bassa e medio-bassa, ma che stava prendendo piede nei progetti di molti costruttori europei, basti pensare che di lì a pochi mesi o anni avrebbero debuttato modelli di successo come la Simca 1100 (1967) e la Fiat 127 (1971), nonché la stessa Renault 5.
Dal punto di vista dei vantaggi innovativi fu quindi la Peugeot ad essere maggiormente penalizzata in partenza, poiché il semplice sportello posteriore per l'accesso al bagagliaio, con vetro posteriore fisso, costituiva un limite evidente alla modulabilità di un'auto a due volumi. Si decise quindi che la vettura dovesse divenire un punto di riferimento per quanto riguardava l'abitabilità interna. Tra le caratteristiche scelte dai progettisti Peugeot vi fu quella di disporre il motore in posizione trasversale per sottrarre spazio al vano motore in favore dell'abitacolo, e di inclinare il motore stesso all'indietro di 72º per poter alloggiare la ruota di scorta sotto il coperchio del cofano. Per quanto riguardava lo styling, ci si avvalse sia del centro stile interno, sia della Pininfarina, con cui la Casa francese era in stretti rapporti di collaborazione già da oltre un decennio. Entro la fine del 1966 furono approntati i primi modelli in gesso da parte dei due atelier: delle due proposte fu accettata quella del carrozziere torinese, poiché proponeva un corpo vettura spigoloso che permetteva un ottimale livello di abitabilità.

### Debutto
Il progetto M16 sfociò nel 1971 con l'effettuazione dei crash test volti a valutare il fattore sicurezza, e finalmente nel 1972 con la presentazione della nuova automobile al Salone di Parigi. Già dall'estate precedente, però, quasi 1.100 esemplari di preserie uscirono dalle linee di montaggio di Mulhouse, in Alsazia.
La 104, prima vera utilitaria prodotta dalla Peugeot, stabilì subito un primato, ossia quello di essere la vettura a 4 porte più piccola del mondo. Non solo, ma gli obiettivi che i progettisti si erano prefissati in fatto di abitabilità interna furono raggiunti pienamente: la 104 trovava uno dei suoi migliori punti di forza proprio in tale aspetto. Altri pregi stavano nella sua maneggevolezza e nella sua tenuta di strada, dovuta ad una impeccabile progettazione del telaio, ma anche al peso a vuoto decisamente ridotto. Inoltre, la visibilità era più che soddisfacente e permetteva di valutare efficacemente gli spazi in fase di manovra.

#### Design ed interni
La carrozzeria della 104, frutto dell'atelier di Pininfarina, univa modernità e sobrietà. Nell'insieme appariva più discreta rispetto ad altri modelli simili dell'epoca, primo fra tutti la Renault 5: nonostante gli sforzi collaborativi tra Renault e Peugeot in fase di progetto, l'utilitaria di Billancourt si rivelò a conti fatti come la più ostica rivale della 104, rispetto alla quale appariva molto più personale nelle linee. Il frontale della 104 era caratterizzato da un paraurti in lamiera con alloggiamenti per gli indicatori di direzione, da una calandra a sviluppo orizzontale di color nero in mezzo alla quale campeggiava il simbolo del Leone Rampante e ai lati della quale trovavano posto i due fari quadrati. Il cofano motore era pressoché liscio, salvo le due nervature che lo attraversavano longitudinalmente, e presentava nella zona centrale un'ampia concavità appena visibile. La vista laterale presentava ancor meno note particolari, esclusa la scanalatura che attraversava longitudinalmente la fiancata, partendo dall'estremità anteriore e passando appena sotto le maniglie porta. La coda era caratterizzata dai gruppi ottici rettangolari e, nota dolente già menzionata, dal bagagliaio senza portellone, ma con un semplice sportello che ne penalizzava la praticità. Ma questi erano stati a suo tempo gli accordi con Renault.
Meno giustificata era invece l'eccessiva semplificazione ed austerità degli interni, in particolare della plancia, priva di un vero scomparto portaoggetti, così come di un vero svuotatasche. Inoltre, non erano previsti accessori come l'accendisigari e lo schienale regolabile lato guida o il retrovisore interno a due posizioni, accessori che già all'epoca cominciavano a diffondersi anche nelle fasce basse di mercato. Il volante era a tre razze e dietro di esso si trovava il cruscotto a due strumenti circolari, circondato da un rivestimento in finta radica di legno. Per il resto, la plancia appariva completamente spoglia e tutt'altro che vivace, basti pensare che non esisteva neppure una console centrale.
Tra gli optional figurava l'autoradio a cassette, installata nello spazio vuoto normalmente destinato alla console centrale, ed integrata ad un pannello comprensivo di altoparlante.

#### Meccanica e motore
L'architettura meccanica della 104 era del tipo "tutto avanti", cioè con motore anteriore (in questo caso disposto trasversalmente), trazione anteriore e cambio in blocco con il motore. Tale architettura può essere considerata tradizionale se vista con gli occhi di oggi, ma all'epoca si trattava invece di una configurazione tutt'altro che scontata, visto che la trazione anteriore non aveva cominciato a diffondersi che da pochi anni. Se è pur vero che Case come  Citroën, Renault, Lancia ed Audi avevano ormai in listino quasi solo modelli con trazione sull'avantreno, era anche altrettanto vero che Case come la Fiat e la stessa Peugeot non avevano che solo un paio di modelli con trazione sull'asse anteriore.  Nel resto d'Europa i modelli a trazione anteriore erano quasi delle eccezioni rarissime concentrate in maggioranza in Inghilterra dove venivano prodotte le Mini e Ado 16 con le loro derivate (Riley e Wolseley su tutte).
Pertanto, ciò che all'epoca proponeva la 104 non era affatto una soluzione tecnica banale. La scocca era del tipo portante, in acciaio, con sospensioni a quattro ruote indipendenti (avantreno di tipo McPherson e retrotreno a bracci tirati) con molle elicoidali ed ammortizzatori idraulici telescopici, freni a disco anteriori e freni a tamburo posteriori.
Al suo esordio, la 104 fu proposta in un'unica motorizzazione, vale a dire il 4 cilindri da 954 cm³ in grado di erogare 46 CV DIN di potenza massima. Questo propulsore della famiglia Type X, frutto della menzionata collaborazione industriale con Renault, era un'unità di nuova progettazione che debuttava appunto con la 104. Tra le sue caratteristiche: blocco e testata interamente in lega di alluminio, alesaggio superiore alla corsa, cinque supporti di banco, monoalbero a camme in testa azionato da catena e valvole allineate. Esso era accoppiato ad un cambio manuale a 4 marce più retromarcia, collocato sotto al motore e avente la lubrificazione in comune. Era un motore di temperamento vivace, ma di grande affidabilità e bassi consumi, che contribuì al successo del modello.

### Evoluzione

#### Verso il successo

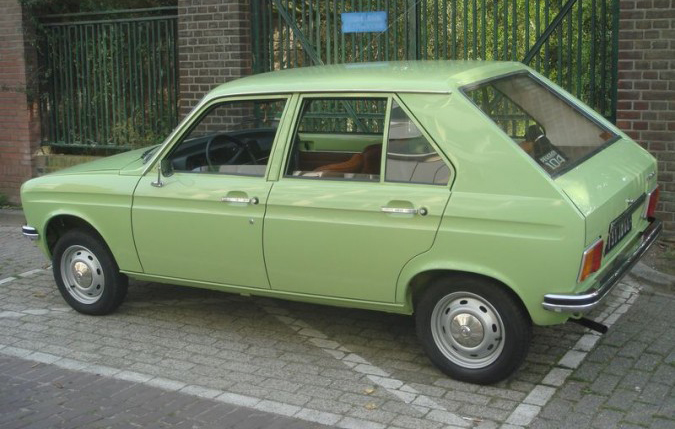
Una 104 GL del 1974

Fin dal suo lancio, i vertici Peugeot si proposero di eliminare progressivamente tutte quelle "pecche di gioventù" che avevano caratterizzato la 104 al suo debutto commerciale. Ecco quindi che nel settembre del 1973 la 104 beneficiò di aggiornamenti al parabrezza, ai gocciolatoi sul tetto, al lunotto posteriore, ed ai sottoporta. Il cruscotto non fu più rivestito in finta radica, ma con una lamina in alluminio satinato. Finalmente comparvero i primi vani portaoggetti, uno in basso, a sinistra del piantone del volante, ed un altro sopra la plancia, all'altezza del passeggero anteriore, diviso in due semivani separati. Fecero inoltre la loro apparizione un portacenere ed una scritta identificativa sulla console centrale, mentre il volante venne leggermente ridisegnato. Tra gli accessori a pagamento proposti sulla 104 berlina dopo il primo anno di vita vi furono il lunotto disappannante e il divano La più grande novità del 1973 nella gamma 104 fu però l'avvento della versione a 3 porte, spesso chiamata anche coupé. Tale versione utilizzava lo stesso pianale della 104, ma con passo e sbalzo posteriore ridotti. Grazie all'ampliamento della gamma ed alle qualità dei modelli che la componevano, alla fine del 1973, le vendite della 104 ebbero un significativo decollo, anche se poco tempo prima si era verificata la grande crisi petrolifera che avrebbe messo in serie difficoltà molte Case automobilistiche in tutto il mondo.
Ulteriori novità si ebbero nel 1974: vi fu infatti lo sdoppiamento della versione a 4 porte in due livelli di allestimento, denominati L e GL: mentre il primo rimase pressoché identico alla versione del 1972, senza neppure più gli aggiornamenti dell'anno prima, il secondo propose una dotazione migliore, a partire dalla console centrale, fino a quel momento riservata solo alla versione 3 porte. Inoltre furono introdotte le luci di retromarcia, fino a quel momento assenti ed ancora il tergicristallo a due velocità, il lavavetri a comando elettrico, il portacenere ed il retrovisore interno a doppia posizione, mentre il pomello della leva del cambio ricevette il disegno a griglia della disposizione delle marce. Il motore subì un leggerissimo incremento di potenza.
Nessun particolare aggiornamento nella berlina per il 1975, se si escludono i fari posteriori leggermente più ampi e appena sconfinanti nel parafango posteriore. L'ampliamento della gamma della 104 a 3 porte, nello stesso anno (arrivarono infatti la ZL e la ZS), mise un po' in ombra la versione a 4 porte, di vocazione più tranquilla, ma le vendite continuarono ad essere piuttosto sostenute, poiché nonostante le sue pecche non ancora completamente risolte, la vettura continuò ad essere un riferimento per la sua polivalenza.

#### L'aggiornamento del 1976

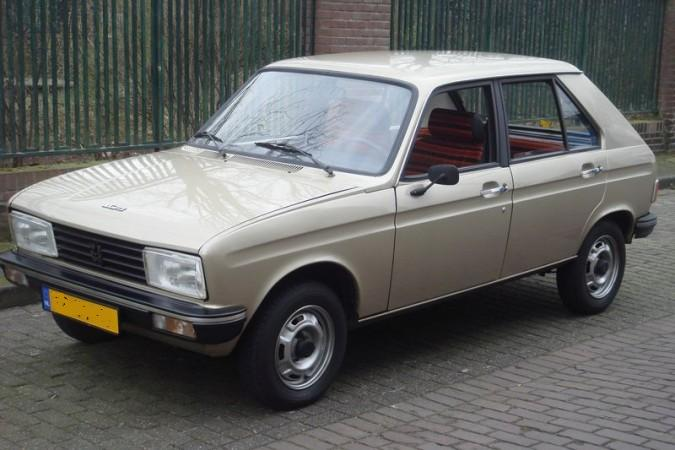
Una 104 del 1979

Nel 1976, la 104 berlina fu sottoposta a numerosi aggiornamenti nella gamma e non solo: la 104 L venne tolta dal listino, mentre venne introdotta la nuova 104 GL6 (il numero 6 indicava i cavalli fiscali secondo la legislazione francese), caratterizzata sottopelle dalla presenza del nuovo motore XW3 da 1124 cm³, direttamente mutuato dalla 104 ZS lanciata l'anno prima, ma con potenza ridotta da 66 a 57 CV. La GL6 non fu l'unica novità nella gamma della 104: sempre nel 1976 venne infatti introdotta la 104 SL, caratterizzata da tutta quella dotazione fino a quel momento riservata alla serie Z, vale a dire il tergicristallo a due velocità, la moquette sul pavimento, plancia e strumentazione specifica, sbrinalunotto, cinture di sicurezza anteriori, accendisigari, ecc. Esternamente la GL6 e la SL si riconoscevano per i grandi fari anteriori ripresi pari pari dalle versioni a 3 porte e per i nuovi paraurti anteriori che integravano gli indicatori di direzione. La versione di base GL mantenne invece i vecchi fari quadrati di dimensioni minori. Vi furono anche altri aggiornamenti comuni a tutta la gamma, come la calandra che divenne a tre listelli orizzontali anziché cinque, ma soprattutto arrivò finalmente il tanto sospirato portellone posteriore, che fece così della 104 la prima utilitaria a 5 porte. La consociata Renault, dal canto suo, ebbe in cambio la possibilità di utilizzare gli schemi dei motori montati dalla 104 per derivarne dei nuovi da utilizzare sul suo nuovo modello, la R14 lanciata proprio nel 1976.
Tante furono le novità per il 1976 quanto poche furono quelle dell'anno seguente, almeno per la berlina: il 1977 ha visto infatti semplicemente l'arrivo dei sedili anteriori con schienale regolabile, di serie sulla SL, optional sulla GL6 e non previsti per la GL. Novità un po' più consistenti per la serie Z, con l'arrivo di una versione da competizione e di una versione commerciale, ma anche di nuovi fari posteriori più grandi.
Nel 1978 venne introdotta la serie limitata Sundgau, ristretta a 1.200 esemplari e basata unicamente sulla berlina a 5 porte in allestimento GL6, rispetto alla quale si differenziava esternamente per una banda nera longitudinale e sottopelle per il motore XW3S da 66 CV, montato fino a quel momento solo sulla 104 ZS. Il successo fu grande e gli esemplari si esaurirono in breve tempo, tanto da convincere la Casa francese ad introdurre stabilmente nella gamma una versione simile: fu così che sempre nel 1978 nacque la 104 S, simile alla Sundgau, tranne che per i cerchi di nuovo disegno con coprimozzo in plastica nera. L'allestimento era stavolta quello della SL, della quale riprendeva la dotazione.
Nel 1979 la neonata 104 S ricevette il nuovo motore da 1360 cm³ da 72 CV, versione depotenziata del 1.4 utilizzato in quell'anno nella ZS2. La GL, invece, ricevette il 1.1 da 50 CV in luogo del precedente motore da 1 litro. La SL venne sostituita dalla 104 SR, che montava un motore da 1219 cm³, sempre della potenza di 57 CV. Tale motore era lo stesso montato dalla Renault sulla sua R14 già dal 1976: in cambio la Casa di Billancourt ottenne di poter usufruire del 1.4 da 72 CV che nella gamma 104 aveva cominciato ad essere montato sulle versioni S e ZR, proprio in quel finire del 1979. Un altro aggiornamento si ebbe con l'arrivo della 104 GR, che sostituì la GL6 ma senza grandi variazioni di rilievo. La dotazione su tutta la gamma venne sensibilmente arricchita, con l'arrivo della predisposizione per l'impianto hi-fi, una nuova plancia comandi ed un nuovo volante a due razze.
Nel 1980 vi furono solo piccoli aggiornamenti: la berlina ricevette nuovi fari posteriori, simili nella forma e nelle dimensioni, a quelli di prima del 1975, quindi non più sconfinanti oltre l'angolo, ma dotati di luci di retromarcia e retronebbia.

#### Verso la fine della carriera
Nella seconda metà del 1981 vi fu un nuovo restyling al frontale dell'intera gamma 104: venne infatti adottata una nuova calandra, con fari anteriori sempre di grandi dimensioni, ma leggermente più discreti. Contemporaneamente, le versioni S ed SR ricevettero un nuovo cambio a 5 marce.
Nel 1983, con il lancio della Peugeot 205, destinata a sostituirla, la 104 vide la sua gamma drasticamente ridotta: a partire da luglio rimase in listino solo la GL tra le berline, mentre le versioni a 3 porte potevano contare su tre versioni (Z Style, ZS e ZA). In ogni caso, tale gamma rimase confinata entro i confini della Francia, poiché negli altri Paesi tutti i modelli e le versioni sparirono dai listini.
La 104 continuò quindi la sua carriera nella sua patria naturale: nel luglio del 1984 comparve una nuova plancia rettangolare che integrava l'autoradio. La 104 GL lasciò il posto alla 104 GLS, che al contrario del modello precedente divenne molto ricca come allestimento: oltre alla nuova plancia ed all'autoradio, erano presenti infatti il cambio a 5 marce, uno spoiler anteriore, il tergicristallo posteriore, i poggiatesta anteriori e la vernice metallizzata. Il motore era sempre il 1.1 da 50 CV. 
Dal 1985, tale motore, con l'uscita di scena della ZS, divenne l'unico presente nella gamma 104, a questo punto composta da:
- 104 GLS con cambio a 5 marce;
- 104 Z con cambio a 4 marce;
- 104 Style Z con cambio a 5 marce;
- 104 ZA con cambio a 4 marce.

Nel 1986 su tutta la gamma comparve una nuova calandra a 3 listelli orizzontali in tinta con la carrozzeria, mentre per il 1987 ed il 1988 non vi furono più novità di rilievo. Nel mese di maggio la gamma della 104 fu definitivamente cancellata, anche dai listini del mercato interno.

#### La 104 3 porte o 104 Serie Z

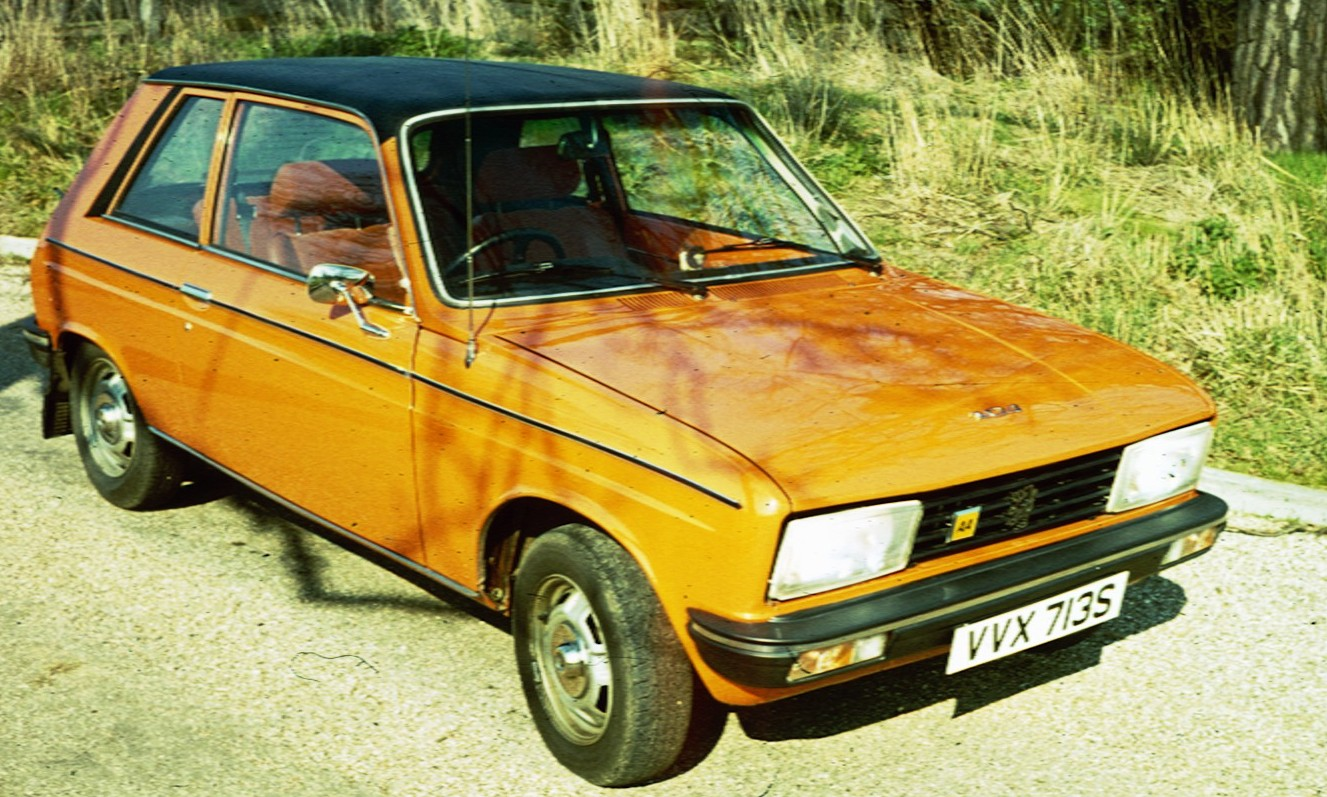
Una 104 serie Z, ossia la versione a 3 porte

La 104 a 3 porte o 104 coupé fu lanciata nel 1973: sfruttava la meccanica della 104 a 4 porte, così come il pianale, ma quest'ultimo venne accorciato di 9 cm (passo ridotto da 2,42 a 2,33 m) ed anche lo sbalzo posteriore venne ridotto. In questo modo, la lunghezza complessiva della vettura venne tagliata di ben 28 cm. Il passaggio da 3,58 m a 3,30 m fece sì che la 104 ZL potesse fregiarsi del titolo di auto francese più corta tra quelle in produzione in quell'anno. Nonostante ciò, la massa a vuoto risultò invariata per via dell'arricchimento della dotazione e dei rinforzi alla struttura. Frutto del progetto M15, derivato direttamente dal progetto M16 che originò a suo tempo la 104 a 4 porte, questa nuova variante su base 104 propose nuovi contenuti, primo fra tutti il tanto sospirato portellone posteriore, il che la rendeva assai più pratica durante le operazioni di carico e scarico dei bagagli. Al suo debutto, la 104 3 porte era equipaggiata con lo stesso motore XV3 che già equipaggiava la versione a 4 porte, pertanto non vi furono grosse differenze nelle prestazioni dell'una e dell'altra versione.
Esternamente, la 104 3 porte condivideva con la "sorella" a 4 porte solo pochi lamierati, in particolare quelli anteriori (parafanghi, paraurti e cofano motore), ma per il resto tutto era inedito e ridisegnato. Anche i fari posteriori erano quelli della 4 porte, mentre quelli anteriori erano invece molto più grandi e di forma rettangolare. Internamente, spiccava il cruscotto a tre strumenti circolari anziché due, i sedili anteriori con schienale regolabile e lo schienale posteriore abbattibile (che era invece optional nella 4 porte). Dati i contenuti più ricchi, la 104 a 3 porte si proponeva in sostanza come l'antesignana delle moderne utilitarie chic, essendo anche più elegante della versione a 4 porte.
Oggi ricordata come 104 Serie Z, in realtà la versione a 3 porte non aveva inizialmente questa denominazione, ma l'avrebbe acquisita solo a partire dal settembre 1975, quando la gamma della 3 porte si sarebbe sdoppiata in due modelli, dando origine alla 104 ZL ed alla 104 ZS. Mentre la prima ricalcava in tutto e per tutto la 104 3 porte d'origine, la versione ZS ne voleva essere la variante sportiva, equipaggiata dal nuovo motore XW3S da 1124 cm³ in grado di erogare 66 CV di potenza massima. La 104 ZS venne inoltre dotata di pneumatici dal battistrada leggermente più largo, di barra stabilizzatrice anteriore di maggior diametro e di una seconda barra stabilizzatrice al retrotreno.
Nel 1977 fu introdotto il kit Rallye per la 104 ZS: in questo kit, necessario per l'omologazione nel gruppo 2, la potenza del motore da 1,1 litri venne portata ad 80 CV, grazie alla modifica della testata e all'adozione di due carburatori a doppio corpo. Allo scopo di montare pneumatici di maggiori dimensioni furono inoltre bombati i parafanghi di questa particolare versione, che sul mercato francese non era prevista nel listino in quanto il kit  poteva essere solamente acquistato come accessorio aftermarket. Per il mercato italiano, invece, venne distribuita la versione "104 Rally", allestita in serie limitata direttamente dalla casa francese. Sempre nel 1977 nacque la 104 ZA, ossia la versione commerciale priva di panchetta posteriore per consentire il carico di merci. Tale versione montava il motore da 954 cm³ e 45 CV di potenza massima. Nella seconda metà dello stesso anno, la gamma della serie Z ricevette nuovi fari posteriori più grandi, rettangolari ed a sviluppo orizzontale.
Alla fine del 1978, la ZL rinunciò al suo piccolo motore da neanche un litro di cilindrata, in favore di quello da 1124 cm³ con potenza di 57 CV. Non in tutti i mercati, però: in alcuni Paesi, infatti, come per esempio la Germania o il Regno Unito, rimase in listino la ZL con il vecchio motore da 46 CV.
Nel gennaio del 1979, avvenne il lancio della 104 ZS2, una versione limitata (solo 1.000 esemplari) dell'ormai popolare 3 porte francese, nella quale venne montato il nuovo motore XYR da 1360 cm³ e ben 93 CV di potenza massima. I maggiori ingombri del motore costrinsero la ruota di scorta a spostarsi nel vano bagagli. Esternamente la ZS2 si riconosceva per la verniciatura color grigio scuro (l'unica disponibile per la ZS2)  e per la banda longitudinale rossa.  Alla fine del 1979 la piccola ZL venne sostituita dalla 104 ZR, che montava sempre lo stesso motore da 1,1 litri; nello stesso anno la ZS ricevette il 1,4 da 72 CV montato in quel periodo anche sulla 104 S a 5 porte. Tale motore, che in questo caso erogava fino a 72 CV di potenza massima era lo stesso che la Renault cominciò a montare sulla R14 TS nello stesso periodo. Si perpetuava così nel tempo l'accordo tra le due Case francesi in virtù della joint-venture SFM.

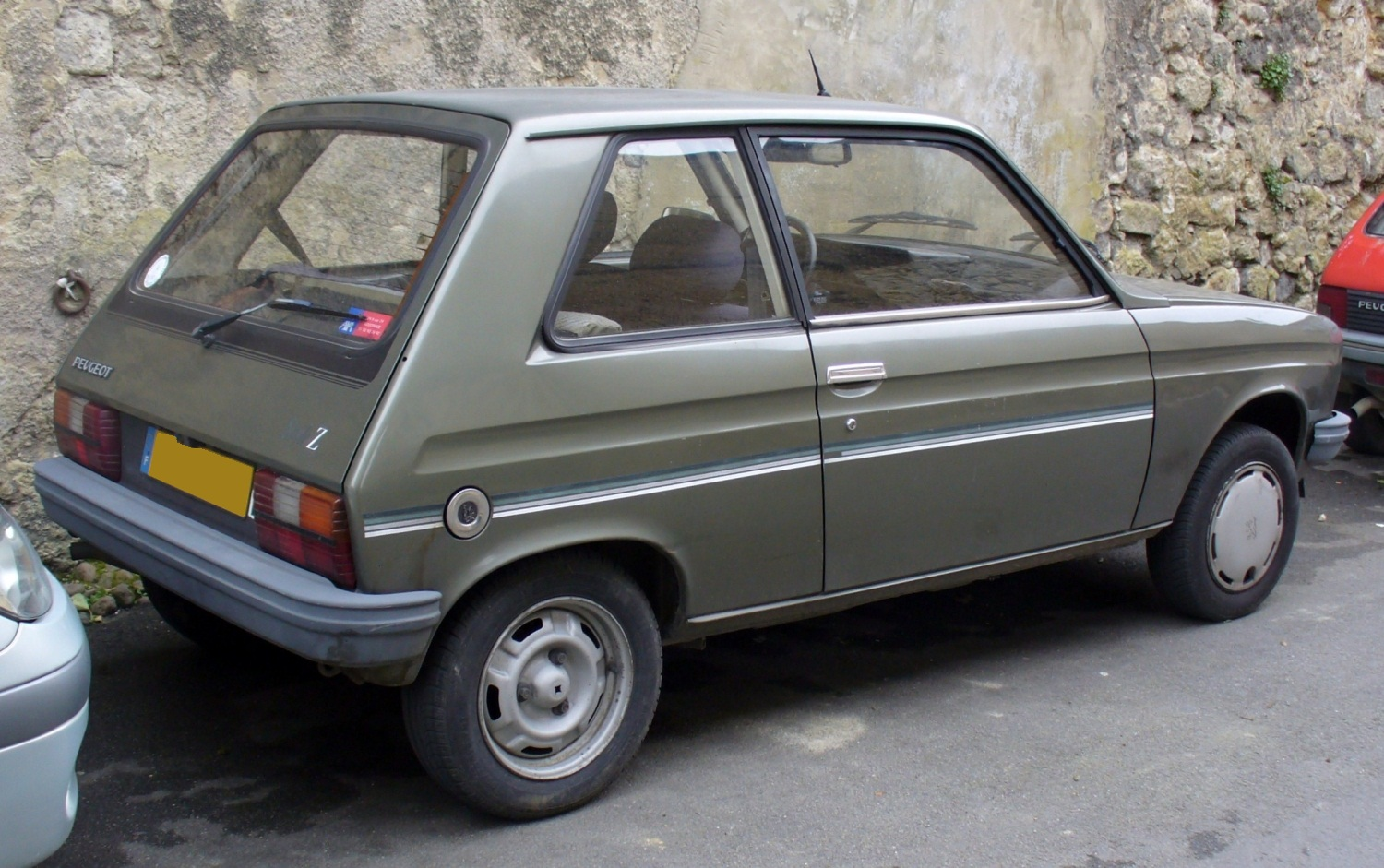
Vista posteriore di una 104 Z di metà anni '80

Nella seconda metà del 1980, vi fu l'arrivo della 104 Z, nuova versione di base subito distinguibile esternamente per l'adozione del frontale con i piccoli fari quadrati fino a quel momento riservati alle sole berline di base, ossia la L (non più in produzione da anni) e la GL, poi sostituita dalla GR. Il motore montato era una versione assai depotenziata del motore da 1124 cm³, che in questo caso arrivava ad erogare 50 CV. Il successo arrise anche a questa versione, a tal punto da spingere la Casa di Sochaux ad approntare una nuova versione limitata, denominata Z Plus, lanciata nell'aprile del 1981 e caratterizzata dalla verniciatura di color nero, dallo spoiler anteriore e dalle scritte identificative rosse su di esso e sulla parte bassa delle fiancate. Anche in questo caso i 3.000 esemplari previsti andarono tutti a ruba, tanto che nell'ottobre del 1981 la serie Z Plus venne nuovamente riproposta, questa volta con una tiratura di 5.000 esemplari ed usufruendo inoltre anche del restyling al frontale che nel frattempo era stato effettuato per tutte le 104, anche le berline. Sempre negli ultimi mesi del 1981, la ZS beneficiò dell'arrivo di un cambio a 5 marce, lo stesso che nel medesimo periodo andò ad equipaggiare le versioni di punta della berlina.
Nella seconda metà del 1982, la ZR venne tolta dal listino, mentre la ZS ricevette l'alimentazione a carburatore doppio corpo, in modo da ottenere una potenza massima di 80 CV. La versione da 72 CV rimase però in listino ancora per un anno assieme alla ZS più potente.
All'inizio del 1983 la ZR non più in listino fu sostituita dalla Style Z, ennesima edizione limitata con decorazioni adesive sulle fiancate, mentre la ZS da 72 CV uscì dal listino. Anche per la serie Z la commercializzazione e la produzione rimase limitata al mercato interno.
Pochissime e di dettaglio le modifiche per l'anno 1984, mentre nell'aprile del 1985 la ZS uscì di produzione. Nello stesso anno la Style Z fu riproposta nuovamente, questa volta con cambio a 5 marce.
Nel 1986 le versioni a 3 porte, compresa la ZA, ricevettero delle decorazioni adesive sotto il lunotto posteriore e la Z, in particolare, usufruì di nuovi rivestimenti simili a quelli della 205. Nel 1987 fu allestita un'ultima edizione limitata denominata Clips e caratterizzata dalla verniciatura grigia con inserti gialli. Anche gli interni ed i rivestimenti seguirono lo stesso orientamento cromatico.
Anche per la serie Z, la fine del 1988 vide l'arrivo del pensionamento definitivo.

### Riepilogo caratteristiche
Di seguito vengono riepilogate le varie versioni previste per la gamma della 104. I prezzi riportati sono espressi in franchi francesi e si riferiscono al momento del debutto nel mercato interno.
| Modello                          | Sigla      | Motore | Cilindrata cm³ | Potenza CV/rpm | Coppia Nm/rpm | Cambio/ N°rapporti | Massa a vuoto (kg) | Velocità max | Acceler. 0–100 km/h | Consumo (l/100 km) | Anni di produzione | Prezzo al debutto |
| Versioni berlina                 |            |        |                |                |               |                    |                    |              |                     |                    |                    |                   |
| 104                              | 1101       | XV3    | 954            | 46/6000        | 66/3000       | M/4                | 760                | 135          | 19"3                | 7,7                | 1972-1974          | 12.200            |
| 104 L                            | 541-103    | XV3    | 954            | 46/6000        | 66/3000       | M/4                | 760                | 135          | 19"3                | 7,7                | 1974-1976          | 15.100            |
| 104 GL                           | 541-107    | XV3    | 954            | 46/6000        | 66/3000       | M/4                | 760                | 135          | 19"3                | 7,7                | 1974-1976          | 15.850            |
| 104 GL                           | 104-A 01   | XV5    | 954            | 45/6000        | 66/3000       | M/4                | 760                | 135          | 19"3                | 7,7                | 1976-1980          | 19.550            |
| 104 GL                           | 104-A 11A  | XW3    | 1124           | 50/6000        | 85/2800       | M/4                | 790                | 138          | 18"5                | 7,9                | 1981-1984          | 29.100            |
| 104 GLS                          | 104-A 17   | XW3    | 1124           | 50/6000        | 85/2800       | M/5                | 790                | 138          | 18"5                | 7,9                | 1984-1988          | 43.000            |
| 104 GL6                          | 543-A 11   | XW3    | 1124           | 57/6000        | 80/3000       | M/4                | 805                | 145          | 17"6                | 7,2                | 1976-1979          | 21.350            |
| 104 SL                           | 543-A 11   | XW3    | 1124           | 57/6000        | 80/3000       | M/4                | 805                | 145          | 17"6                | 7,2                | 1976-1979          | 22.350            |
| 104 Sundgau                      | 543-A 12   | XW3S   | 1124           | 66/6200        | 83/4000       | M/4                | 810                | 155          | 12"5                | 8,3                | 1978               | 26.500            |
| 104 SR                           | 104-A 21   | XZ5    | 1219           | 57/5500        | 92/2750       | M/4                | 800                | 145          | 17"6                | 8,6                | 1979-1981          | 31.900            |
| 104 SR                           | 104-A27    | XZ5    | 1219           | 57/5500        | 92/2750       | M/5                | 800                | 145          | 17"6                | 8,6                | 1981-83            | 38.900            |
| 104 S                            | 543-A 12   | XW3S   | 1124           | 66/6200        | 83/4000       | M/4                | 800                | 155          | 12"5                | 8,5                | 1978-1979          | 27.900            |
| 104 S                            | 104-A 31   | XY6B   | 1360           | 72/6000        | 103/3000      | M/4                | 825                | 158          | -                   | 8                  | 1979-1981          | 34.700            |
| 104 S                            | 104-A 37   | XY6B   | 1360           | 72/6000        | 103/3000      | M/5                | 830                | 156          | -                   | 7,7                | 1981-1983          | 36.800            |
| Versioni coupé 3 porte (serie Z) |            |        |                |                |               |                    |                    |              |                     |                    |                    |                   |
| 104 coupé                        | 1001       | XV3    | 954            | 46/6000        | 66/3000       | M/4                | 735                | 135          | 18"4                | 7,5                | 1973-1975          | 13.900            |
| 104 ZL                           | 547-103    | XV3    | 954            | 46/6000        | 66/3000       | M/4                | 735                | 135          | 18"4                | 7,6                | 1975-1978          | 18.650            |
| 104 ZL                           | 104-C 01   | XW3    | 1124           | 57/6000        | 80/3000       | M/4                | 760                | 145          | 17"6                | 7,8                | 1978-1979          | 24.000            |
| 104 ZA                           | 104-S 01   | XV3    | 954            | 46/6000        | 66/3000       | M/4                | 710                | 135          | 18"4                | 7,5                | 1977-1988          | -                 |
| 104 Z                            | 104-C 11A  | XW3    | 1124           | 50/6000        | 85/2800       | M/4                | 755                | 138          | 18"2                | 7,3                | 1980-1988          | 27.200            |
| 104 Style Z                      | 104-C 17   | XW3    | 1124           | 50/6000        | 85/2800       | M/5                | 760                | 138          | 17"8                | 7,3                | 1982-1988          | 45.500            |
| 104 ZR                           | 104-C 11   | XW3    | 1124           | 57/6000        | 80/3000       | M/4                | 760                | 145          | 17"6                | 7,8                | 1979-1982          | 29.300            |
| 104 ZS                           | 547-723    | XW3S   | 1124           | 66/6200        | 83/4000       | M/4                | 780                | 155          | 12"4                | 8,5                | 1975-1979          | 20.750            |
| 104 ZS                           | 104-C 31   | XY6B   | 1360           | 72/6000        | 103/3000      | M/4                | 790                | 159          | 11"9                | 8,4                | 1979-1981          | 33.600            |
| 104 ZS                           | 104-C 37   | XY6B   | 1360           | 72/6000        | 103/3000      | M/5                | 800                | 156          | 11"8                | 8,3                | 1981-1983          | 35.200            |
| 104 ZS                           | 104-C 37-1 | XY6B   | 1360           | 80/5800        | 110/2800      | M/5                | 810                | 164          | 11"3                | 8,8                | 1982-1985          | 44.100            |
| 104 ZS2                          | 104-C 91   | XYR    | 1360           | 93/5800        | 125/4500      | M/4                | 780                | 173          | 10"5                | 10                 | 1979               | -                 |

Va detto che i dati riportati nella tabella soprastante si riferiscono in particolar modo alla gamma francese: a seconda dei mercati stranieri, possono esservi differenze anche sensibili rispetto alle versioni descritte ed alle loro caratteristiche. Per esempio, in Italia, per qualche tempo, la 104 ZR è stata commercializzata con motore da 954 cm³ anziché 1124.

## Attività sportiva
Le versioni ZS e ZS2 della 104 fecero da nave scuola per molti giovani aspiranti piloti. Spesso, molti preparatori e piloti privati si cimentavano in esperimenti per trasformare le piccole vetture in autentiche belve da corsa. 
C'è stato addirittura chi ha provato a sovralimentare alcune 104.
Non mancarono neppure i successi: nel 1977, per esempio, alla 24 Ore di Chamonix, due 104 ZS si piazzarono rispettivamente prima e seconda, mentre alla Ronda Invernale, altre tre 104 ZS arrivarono prima, terza e ottava.

## Prototipi e fuoriserie

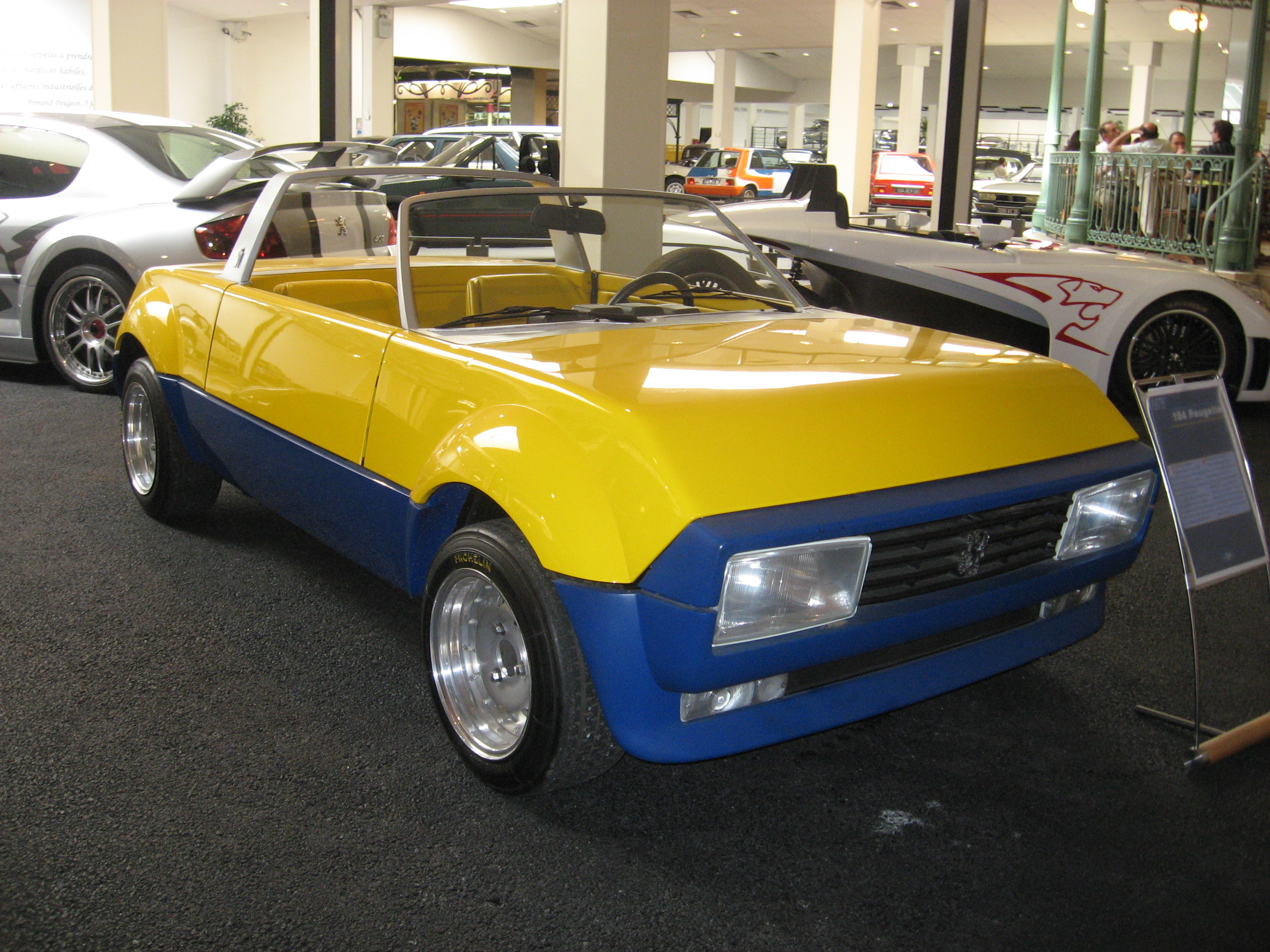
La Peugette Pininfarina

Sulla base della 104 sono stati realizzati alcuni studi per possibili altre varianti, varianti rimaste purtroppo tutte quante allo stadio di prototipo. In altri casi sono state realizzate delle vere e proprie versioni fuoriserie.
- Peugette: prototipo con carrozzeria barchetta commissionato alla Pininfarina e presentato al Salone di Torino del 1976.  È caratterizzato dalla notevole semplicità costruttiva che ne avrebbe potuto fare la sportiva ideale per i giovani. La base meccanica ed il pianale, così come i gruppi ottici anteriori e posteriori, sono quelli della "104 ZS", all'epoca ancora con motore 1.1 da 66 CV. La particolarità estetica della vettura stava nel fatto di possedere un corpo vettura quasi simmetrico. Nella progettazione di questa sportiva economica la Pininfarina si avvalse dell'esperienza maturata con il similare prototipo "A112 Giovani", realizzato pochi anni prima. Tuttavia, anche in questo caso la piccola sportiva non giunse alla produzione in serie.

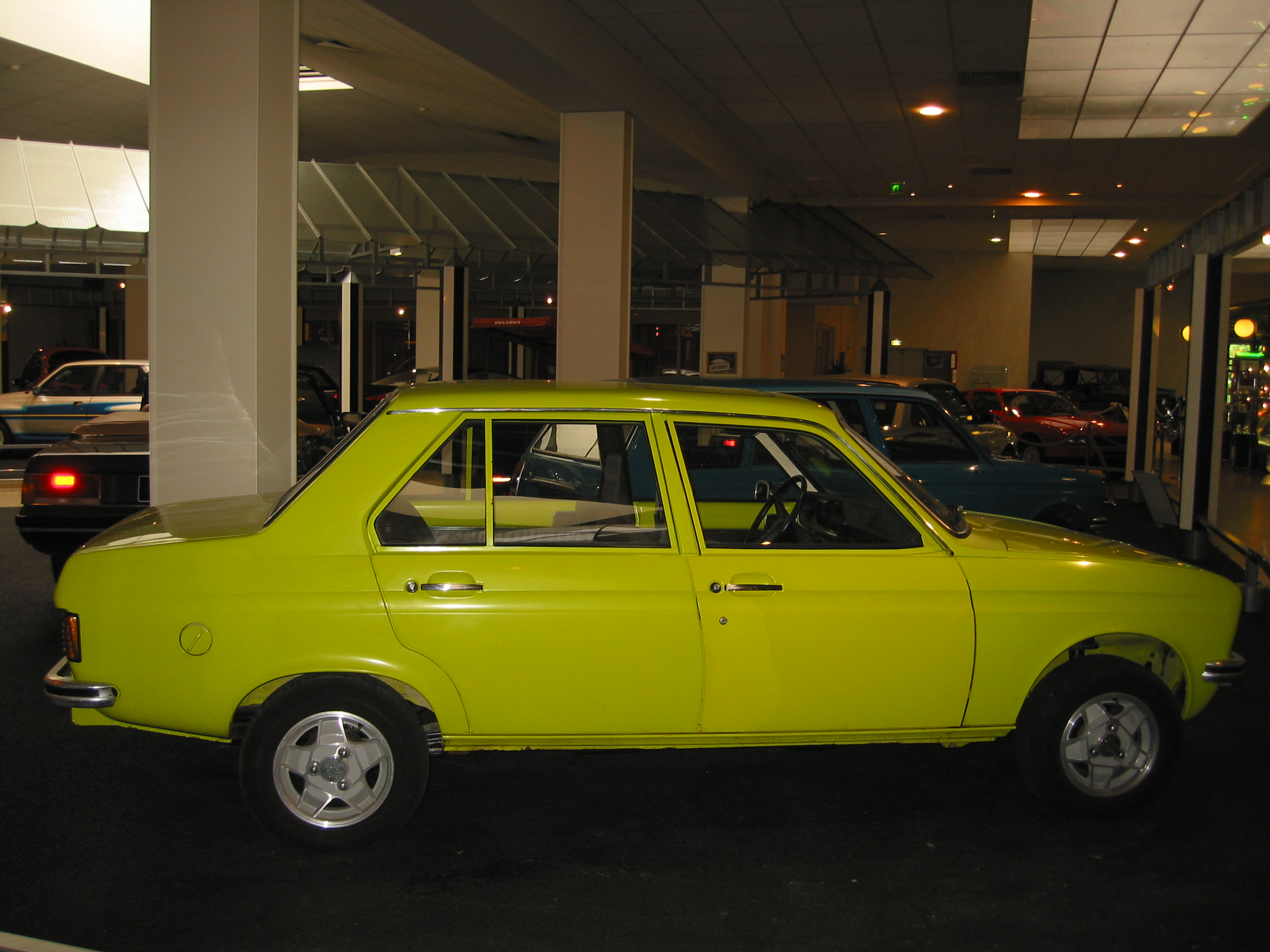
Il prototipo 104 Sedan

- 104 Sedan: una 104 a tre volumi realizzata sulla base della 104 berlina, resa più signorile ed elegante grazie al suo aspetto da mini-berlina classica. Tra le particolarità vanno segnalati i fari posteriori ripresi direttamente dalla Simca 1307. Anche in questo caso, il progetto fu abbandonato, probabilmente per non interferire troppo con la 304, anche se oramai quest'ultima era tutt'altro che una fresca di debutto.

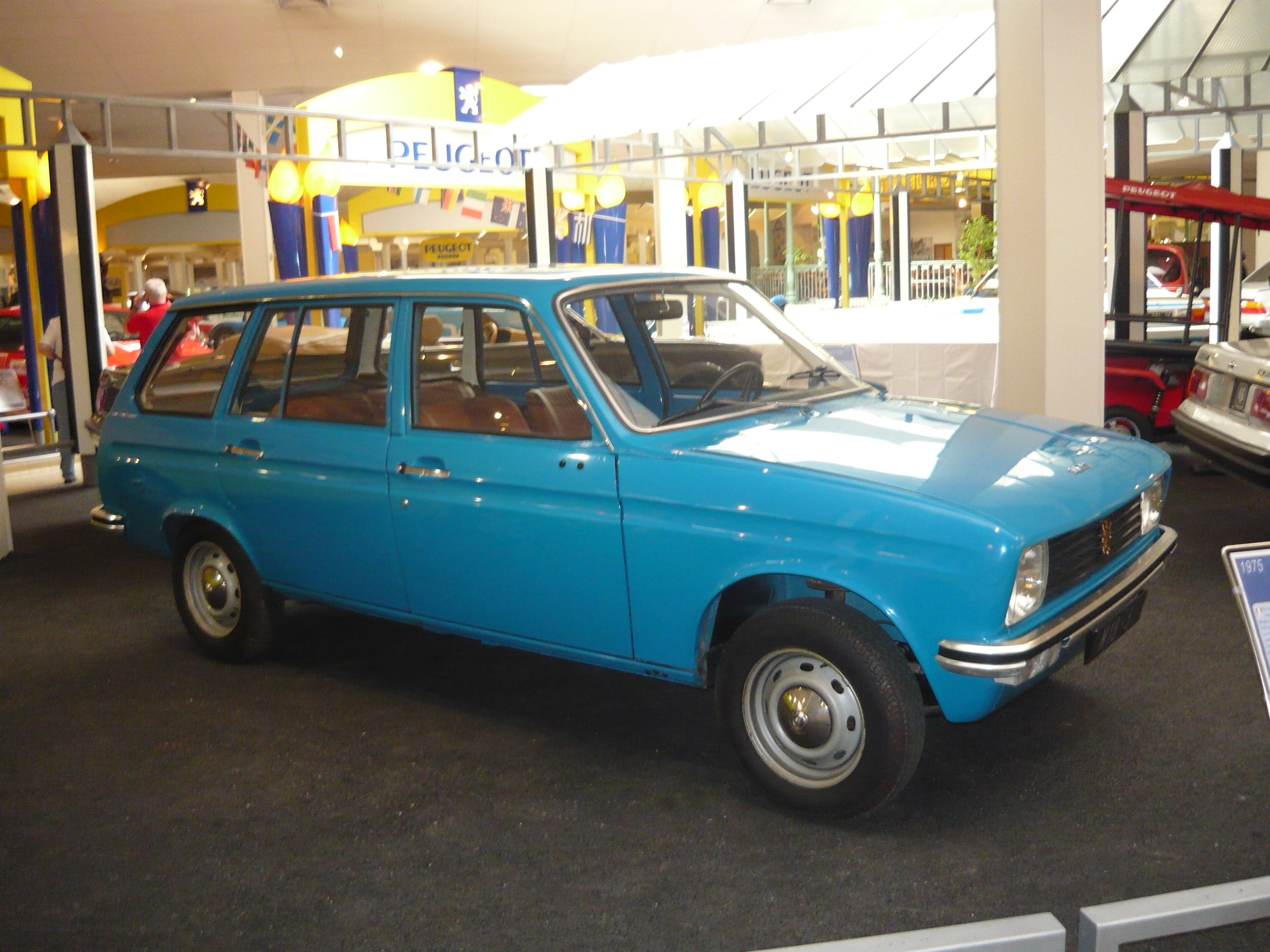
Il prototipo 104 Break

- 104 Break: anch'essa realizzata sulla base della berlina, ne era però la versione station wagon: il progetto fu abbandonato per non interferire commercialmente con la 304 Break. I fari posteriori erano ripresi direttamente dalla 504 Break.
- Pick-Up: prototipo con carrozzeria pick-up con meccanica mutuata dalla 104 di base spinta da un motore da 954 cm³. Autore di tale prototipo fu la carrozzeria Chausson, che mantenne il corpo vettura della normale 104 berlina fino al montante centrale, dietro al quale venne invece montato un cassone scoperto. Proposta alla Casa madre, l'idea della 104 pick-up venne però scartata.
- 104 Roland Peugeot: esemplare unico fuoriserie realizzato sulla base della 104 ZS e che si differenziava per i rivestimenti dei sedili in pelle bicolore e per il bagagliaio modificato in modo da ospitare una sacca da golf.
- 104 Louis Vuitton: esemplare unico realizzato sulla base della 104 Coupé dalla carrozzeria Heuliez in collaborazione con lo stilista di moda Louis Vuitton.
- 104 Pick-Up Targa e Pick-Up Marina: piccoli 104 pick-up fuoriserie realizzati dalla carrozzeria Bertin-Cholet sulla base della 104 ZA (o anche della "cugina" Citroën LN) e caratterizzati dal roll-bar centrale che conferiva alla vettura una carrozzeria di tipo targa. Erano provviste anche di capote richiudibile;
- 104 Arvor: piccola fuoriserie ad alte prestazioni realizzata sulla base della 104 ZS2, ma con svariate modifiche estetiche, telaistiche ed al propulsore. Esternamente la vettura sfoggiava una carrozzeria color rosso fuoco, con gruppi ottici tondi e sdoppiati, cerchi in lega specifici e spoiler anteriori e posteriori specifici. Meccanicamente la Arvor montava un assetto irrigidito e sostanziosamente rivisto anche nelle barre antirollio. Il motore era il 1.4 della ZS2, ma con asse a camme più spinto e camere di scoppio ridisegnate: la potenza salì a ben 105 CV.
- 104 Chapron: realizzata da Chapron sulla base della ZS, era simile alla Roland Peugeot, con cui condivideva la soluzione dei rivestimenti in pelle bicolore (in questo caso bianca e blu), ma aveva una panchetta posteriore assai ridotta, poiché poteva trovare posto solo una persona di corporatura minuta ed era verniciata in un colore blu cobalto metallizzato.

Vanno infine ricordati la versione furgonata realizzata sulla base della berlina, anch'essa un prototipo, e la versione cabriolet denominata LM5.